# Reggenza di Kampar
La reggenza di Kampar (in lingua indonesiana: Kabupaten Kampar) è una reggenza dell'Indonesia, situata nella provincia di Riau.